# Manfred Matuschewski
Manfred Matuschewski (Weimar, 2 settembre 1939) è un ex mezzofondista tedesco.

## Palmarès

### Europei
- 2 medaglie:
  - 2 ori (Belgrado 1962 negli 800 metri piani; Budapest 1966 negli 800 metri piani)

## Altre competizioni internazionali
1967
- Oro in Coppa Europa ( Kiev), 1500 m piani - 3'40"2
- Oro in Coppa Europa ( Kiev), 800 m piani - 1'46"9